# Radar AN/CPS-9
Le radar AN/CPS-9 est le premier radar conçu spécifiquement pour la météorologie et a été produit aux États-Unis vers 1949. Il a été présenté par l’Air Force Weather Agency en 1954.

## Différents sites du AN/CPS-9
L'AN/CPS-9 trouvait sa place sur des bases militaires partout dans le monde, dans des laboratoires (Air Force Cambridge Research Center, Air Force Geophysics Laboratory, Phillips Laboratory), dans des centres d'étude et d'entraînement à la météorologie, et dans des universités. La production totale a été de cinquante-six AN/CPS-9 pour tous les usages confondus parmi lesquels moins de cinquante ont été utilisés de manière opérationnelle par l’Air Force. Des radars AN/APQ-13 étaient maintenus en service sur les sites qui n'avaient pas reçu d'AN/CPS-9.
Le premier CPS-9 opérationnel a été installé sur la base Maxwell en Alabama le 20 juin 1954. Ce radar est resté opérationnel durant trente ans avant d'être finalement remplacé par un radar moderne, le AN/FPS-77, le 14 juillet 1984. En 1966, l'Air Weather Service avait encore quarante CPS-9 en service. En 1974, ce nombre descend à onze. Plus aucun d'entre eux ne se trouve dans les inventaires opérationnels de nos jours.

## Usage particulier
La Texas A&M University est l’une des universités à avoir été dotée d'un AN/CPS-9. Le département de météorologie a surtout utilisé son AN/CPS-9 pour l’étude sur les orages et les précipitations à l’échelle synoptique, dont celles provenant d’ouragans passant dans la région. Il est l'une des ancêtres de l’actuel ADRAD.
Le rapport Condon sur les ovni cite également la Texas A&M research comme utilisant le CPS-9 pour mesurer le comportement du faisceau radar dans des conditions météorologiques similaires à un événement du 19 septembre 1957. Ces conditions étaient celles de propagation anormale du faisceau causée par une inversion de température en altitude par ciel dégagé. Ce phénomène courbe le faisceau, lui faisant parcourir une plus grande distance horizontale que la normale de façon similaire à un mirage. La conclusion fut que l’ovni noté par le radar d'un avion et par un autre au sol était un artefact causé par cette inversion.

## Caractéristiques
- La fréquence de travail du radar AN/CPS-9 est dans la bande X[1], ce qui correspond à une longueur d'onde d'environ 3 cm.
- Il est équipé d'une antenne parabolique d'environ 2,5 m.
- La largeur du faisceau émis est de 1 degré[1].
- L'antenne du CPS-9 ne nécessite pas de radôme et la totalité de l'équipement électronique émission–réception est fixé au dos de l'antenne[1].

L'AN/CPS-9 s'est fait remarquer pour sa bonne sensibilité. Cependant, une pluie à courte distance cause une atténuation du signal revenant d'une pluie plus éloignée ce qui rendait les mesures des averses moins précises. La grêle peut également réduire l'écho des orages en raison de la manière dont elle diffuse l'énergie des émissions en bande X. Malgré cela les opérateurs pouvaient identifier des orages suffisamment forts pour produire des chutes de grêle en observant les zones où le retour des échos était faible à nul derrière de forts échos.